# 社 (越南)

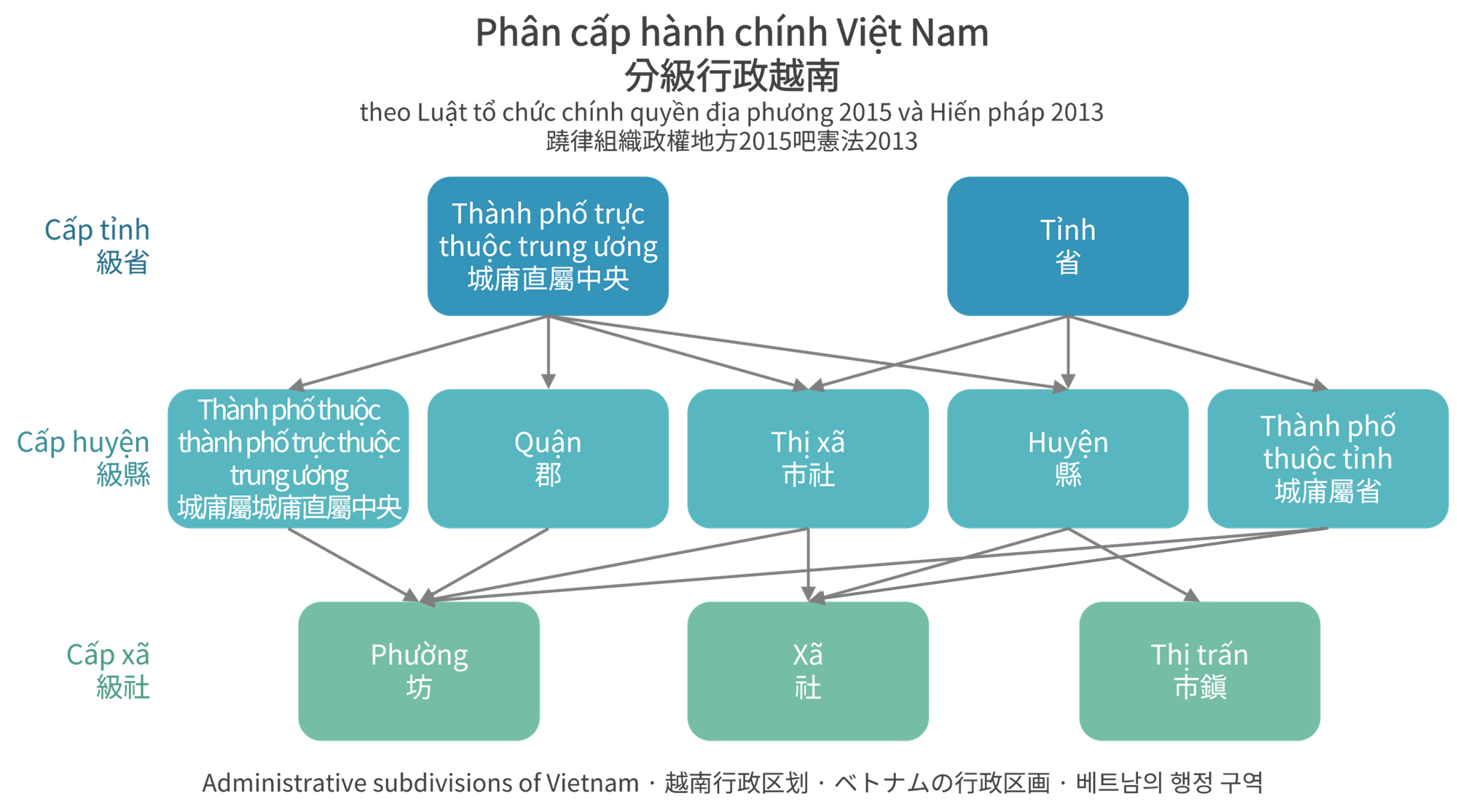
1992年憲法確立的越南行政分區

社（越南语：／）是越南的第二级行政单位之一，也是基层行政单位之一。过去隶属于省辖市、市社和县，与市镇和坊同级，现在直属中央直辖市及各省份管辖。社在越南行政区划的地位相当于中国的乡。2025年，越南決定廢除所有縣級行政單位，社與坊因此成为越南的第二级行政区划
截止于2022年2月15日，越南共有8,255社。

## 參看
- 越南城市列表
- 越南市社列表
- 越南市镇列表
- 越南縣級行政區列表

1. ↑  . 人民军队报网. 越南. 2025-04-03  [2025-04-24].
2. ↑  . 越南通讯社. 2025-04-13  [2025-04-24]. （原始内容存档于2025-05-01）.